# KNOI
Koordinaten: 33° 19′ 50″ N, 95° 18′ 56″ W
KNOI oder KNOI-FM (Branding: „La Leader“) war ein US-amerikanischer nichtkommerzieller Hörfunksender aus Sulphur Bluff im US-Bundesstaat Texas. KNOI sendete auf der UKW-Frequenz 99,7 MHz. Das Sendeformat war ausgerichtet auf die hispanische Gesellschaft. Eigentümer und Betreiber war die Confederated Tribes of the Colville Reservation.
2016 war die Station nicht mehr aktiv und die Lizenz für das Rufzeichen war nicht mehr vergeben.